# Pradera
Pradera là một khu tự quản thuộc tỉnh Valle del Cauca, Colombia. Thủ phủ của khu tự quản Pradera đóng tại Pradera Khu tự quản Pradera có diện tích 407 ki lô mét vuông. Đến thời điểm ngày 28 tháng 5 năm 2005, khu tự quản Pradera có dân số 38499 người.